# Ljudmila Biktasjeva
Ljudmila Marsovna Biktasjeva (ryska: Людмина Марсовна Бикташева), född den 25 juli 1974, är en rysk friidrottare som tävlar i långdistanslöpning.
Biktasjeva deltog vid Olympiska sommarspelen 2000 där hon slutade på trettonde plats på 10 000 meter. Hon var även i final vid VM 2001 där hon slutade på tionde plats. 
Vid EM 2002 i München blev hon bronsmedaljör då hon sprang på 31.04,00, vilket även är hennes personliga rekord på distansen.